# Orange County (film)
Orange County is een Amerikaanse film van Paramount 2002, onder regie van Jake Kasdan. De productie werd genomineerd voor een MTV Movie Award en een Teen Choice Award.

## Verhaal
Shaun Brumder (Colin Hanks) is een jonge surfer in Orange County, met heel wat in zijn mars maar weinig ambities. Na de dood van zijn vriend Lonny (Bret Harrison) raakt hij dermate van slag dat hij naar een ander doel in zijn leven zoekt. Hij vindt in het zand op het strand een boek getiteld "Straight Jacket" van de schrijver Marcus Skinner (Kevin Kline). Na dit verschillende keren achter elkaar te verslinden, heeft hij het: hij wil schrijver worden.
Het is zijn droom om naar de Stanford University te gaan en te studeren onder de auteur van het boek. Zijn aanvraag wordt alleen afgewezen en op advies van zijn studiebegeleider had hij geen tweede keus ingevuld. Hij zou namelijk zeker toegelaten worden met zijn goede punten. Zij blijkt alleen de verkeerde gegevens naar Stanford gestuurd te hebben. Daarop probeert Shaun met behulp van zijn vriendin Ashley (Schuyler Fisk) en zijn aan drugs verslaafde broer Lance (Jack Black) alsnog te proberen op de inschrijvingslijst van Harvard te komen. Lance is alleen een goedbedoeld, maar weinig betrouwbaar figuur en Ashley is bang Shaun kwijt te raken als die naar Stanford vertrekt.

## Rolverdeling
| Acteur                 | Personage         |
| ---------------------- | ----------------- |
| Colin Hanks            | Shaun Brumder     |
| Jack Black             | Lance Brumder     |
| Schuyler Fisk          | Ashley            |
| Bret Harrison          | Lonny             |
| Kyle Howard            | Arlo              |
| R. J. Knoll            | Chad              |
| Catherine O'Hara       | Cindy Beugler     |
| Mike White             | Mr. Burke         |
| John Lithgow           | Bud Brumder       |
| George Murdock         | Bob Beugler       |
| Lily Tomlin            | Charlotte Cobb    |
| Lillian Hurst          | Lupe              |
| Chevy Chase            | Principal Harbert |
| Olivia Rosewood        | Dana              |
| Carly Pope             | Tanya             |
| Natasha Melnick        | Katie             |
| Kevin Kline            | Marcus Skinner    |
| Fran Kranz             | Shane Brainard    |
| Monica Keena           | Gretchen          |
| Dana Ivey              | Vera Gantner      |
| Alexandra Breckenridge | Anna              |